# Lucas Cranach den yngre
Lucas Cranach den yngre (født 4. oktober 1515, død 25. januar 1586) var en tysk renæssancemaler. 
Han var søn af Lucas Cranach den Ældre. Han begyndte som lærling i farens værksted, og med tiden voksede hans berømmelse. Da faren døde, overtog han farens værksted.
Hans stil ligner farens så meget, at det ofte kan være vanskeligt at fastslå, hvem der har udført hvilket værk.